# Pamirski narodi
Pamirski narodi, malena skupina iranskih naroda nastanjenih na području Pamira u Tadžikistanu, Afganistanu, Pakistanu i Kini. Pripadnici ove skupine su Šugni, Sarikoli i Jazgulami koji su jezično klasificirani u shugni-yazgulami-govornike. Šugni i njima srodna plemena su s granice Tadžikistana i Afganistana a pripadaju im Orošori, Bartangi, Rošani, Khufi i pravi Šugni.  Druga njima srodna skupina su Sarikoli, nastanjeni u dolini Sarikol, (Kina) i Jazgulami duž istoimene rijeke u Tadžikistanu.  Ostala četiri naroda žive u Afganistanu i Pakistanu, to su Yidghah u dolini Lutkuh; Wakhi ili Guhjali iz Wakhana, koji sami sebe nazivaju Khik; Iškašimi (Ishkashimi) i Munji. Pamirski narodi žive od stočarstva i obrade tla. Po vjeri su muslimani, poglavito ismailiti. Antropološki pripadaju pamirsko-fergansoj rasi.

## Vanjske poveznice
- The peoples of the Pamirs